# Нивасэ (княжество)

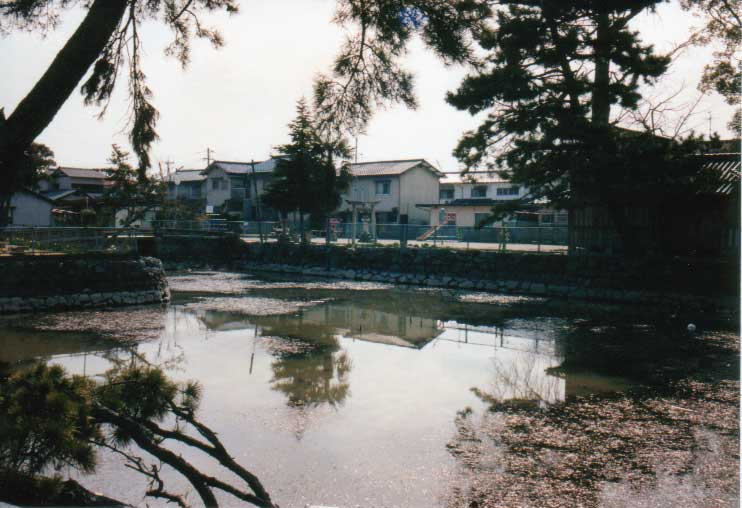
Местоположение бывшей резиденции Нивасэ-хана

Княжество Нивасэ (яп. 庭瀬藩 Нивасэ-хан) — феодальное княжество (хан) в Японии периода Эдо (1600—1871). Нивасэ-хан располагался в провинции Биттю (современная префектура Окаяма) на острове Хонсю.

## История
Нивасэ-хан был создан в 1600 году для Тогавы Сатоясу (1567—1628), вассала Укиты Хидэиэ, который восстал против своего сюзерена и перешел на сторону Иэясу Токугава в битве при Сэкигахаре. В качестве награды Иэясу Токугава предоставил во владение Тогаве Сатоясу поместье с центром в замке Нивасэ (29 000 коку). Позднее часть княжества была передана во владение различным братьям Тогавы Масаясу, 2-го даймё Нивасэ-хана. Тогава Ясукадзе, 5-й даймё Нивасэ-хана, владел доменом с доходом 20 000 коку. В 1679 году после смерти малолетнего Тогавы Ясукадзе, не оставившего наследника, Нивасэ-хан перешел под прямое управление сёгуната Токугава.
В 1683 году в замок Нивасэ из Сэкиядо-хана был переведен Кудзё Сигэюки (1659—1720) с доходом 50 000 коку. В 1686 году он был переведен в Тамба-Камеяма-хан в провинции Тамба. В 1693—1697 годах Нивасэ-ханом управлял Мацудайра Нобумити (1676—1722) с доходом 30 000 коку. В 1697 году он получил во владение Каминояма-хан в провинции Дэва (1697—1722).
В 1699 году в Нивасэ-хан был переведен Итакура Сигэтака (1667—1713), ранее правивший в Такатаки-хане в провинции Кадзуса (1684—1699). Его доход составлял 20 000 коку. Его потомки управляли княжеством Нивасэ вплоть до Реставрации Мэйдзи. В 1818 году была основана княжеская школа Сэйикан (яп. 誠意館).
В 1871 году после административно-политической реформы Нивасэ-хан был ликвидирован. Территория бывшего княжества была включена в состав префектуры Окаяма, в рамках которой остаётся до сегодняшнего времени. Род Итакура получил титул виконта (сисяку) в новой японской аристократической системе (кадзоку). Уроженцем княжества Нивасэ был премьер-министр Японии Инукаи Цуёси, убитый при попытке военного переворота в 1932 году.

## Список даймё
- Род Тогава, 1600—1679 (тодзама; 30,000 коку)[2]

1. Тогава Сатоясу(1567—1628), даймё Нивасэ-хана (1600—1628), старший сын Тогавы Хидэясу (1538—1597)[2]
2. Тогава Масаясу (1606—1669), даймё Нивасэ-хана (1628—1669), второй сын предыдущего
3. Тогава Ясунобу (1648—1675), даймё Нивасэ-хана (1669—1675), второй сын предыдущего
4. Тогава Ясукадзэ (1671—1679), даймё Нивасэ-хана (1675—1679), старший сын предыдущего

- Род Кудзё, 1683—1686 (фудай; 50,000 коку)[3]

1. Кудзё Сигэюки (1659—1720), даймё Нивасэ-хана (1683—1686), старший сын Кудзё Хироюки (1609—1679), 1-го даймё Сэкиядо-хана (1669—1679)

- Род Мацудайра (ветвь Фудзии), 1693—1697 (фудай; 30,000 коку)[1]

1. Мацудайра Нобумити (1676—1722), даймё Нивасэ-хана (1693—1697), второй сын Мацудайры Нобуюки (1631—1686), даймё Кога-хана (1685—1686)

- Род Итакура, 1699—1871 (фудай; 20,000 коку)[4]

1. Итакура Сигэтака (1667—1713), даймё Нивасэ-хана (1699—1713), приёмный сын Итакура Сигэнобу (1664—1684), 1-го даймё Такатаки-хана (1683—1684)
2. Итакура Масанобу (1700—1730), даймё Нивасэ-хана (1713—1730), второй сын предыдущего
3. Итакура Кацуоки (1722—1796), даймё Нивасэ-хана (1730—1784), старший сын предыдущего
4. Итакура Кацуюки (1745—1785), даймё Нивасэ-хана (1784—1785), старший сын предыдущего
5. Итакура Кацуясу (1765—1842), даймё Нивасэ-хана (1785—1803), четвертый сын Итакуры Кацуоки, 3-го даймё Нивасэ-хана
6. Итакура Кацумото (1788—1806), даймё Нивасэ-хана (1803—1805), третий сын предыдущего
7. Итакура Кацусукэ (1789—1848), даймё Нивасэ-хана (1806—1832), четвертый сын Итакуры Кацуясу
8. Итакура Кацусада (1801—1849), даймё Нивасэ-хана (1832—1848), пятый сын Итакуры Кацуясу, 5-го даймё Нивасэ-хана
9. Итакура Кацусигэ (1821—1848), даймё Нивасэ-хана (1848), сын Андо Нобуёри (1801—1847), даймё Ивакитайра-хана (1829—1847), приёмный сын предыдущего
10. Итакура Кацумаса (1860—1858), даймё Нивасэ-хана (1848—1858), сын Сакаи Тадацунэ (1811—1868), даймё Исэсаки-хана (1861—1851), приёмный сын предыдущего
11. Итакура Кацухиро (1838—1909), даймё Нивасэ-хана (1858—1871), сын Итакура Кацутоси (1788—1841), 9-го даймё Фукусима-хана (1815—1834), приёмный сын предыдущего.